# Partido de la Causa Obrera
El Partido de la Causa Operaria (en portugués Partido da Causa Operária) (PCO) es un partido brasileño de izquierda, formado por exmilitantes de la corriente Causa Operária del Partido de los Trabajadores, expulsados del PT en 1991. Obtuvo su registro definitivo el 30 de noviembre de 1997. Su código electoral es el 29.
El fundador y candidato a presidente nacional del partido es el periodista Rui Costa Pimenta.
El PCO sigue los ideales de Trotski y es crítico del gobierno de Lula. Hoy posee como principal base algunos miembros del sindicato de correos. Integró, junto con el Partido Obrero de Argentina y otros partidos trotskistas de todo el mundo la Coordinadora por la Refundación de la Cuarta Internacional, aunque finalmente se desvinculó del agrupamiento.
El fundador del partido, Costa Pimenta, se presentó a las elecciones presidenciales de 2002, quedando en último lugar. Durante el 2006 el Partido debió enfrentar un intento de impugnación sobre la candidatura de su candidato a presidente a las elecciones generales de ese año. Finalmente, la candidatura de Costa Pimenta fue denegada.

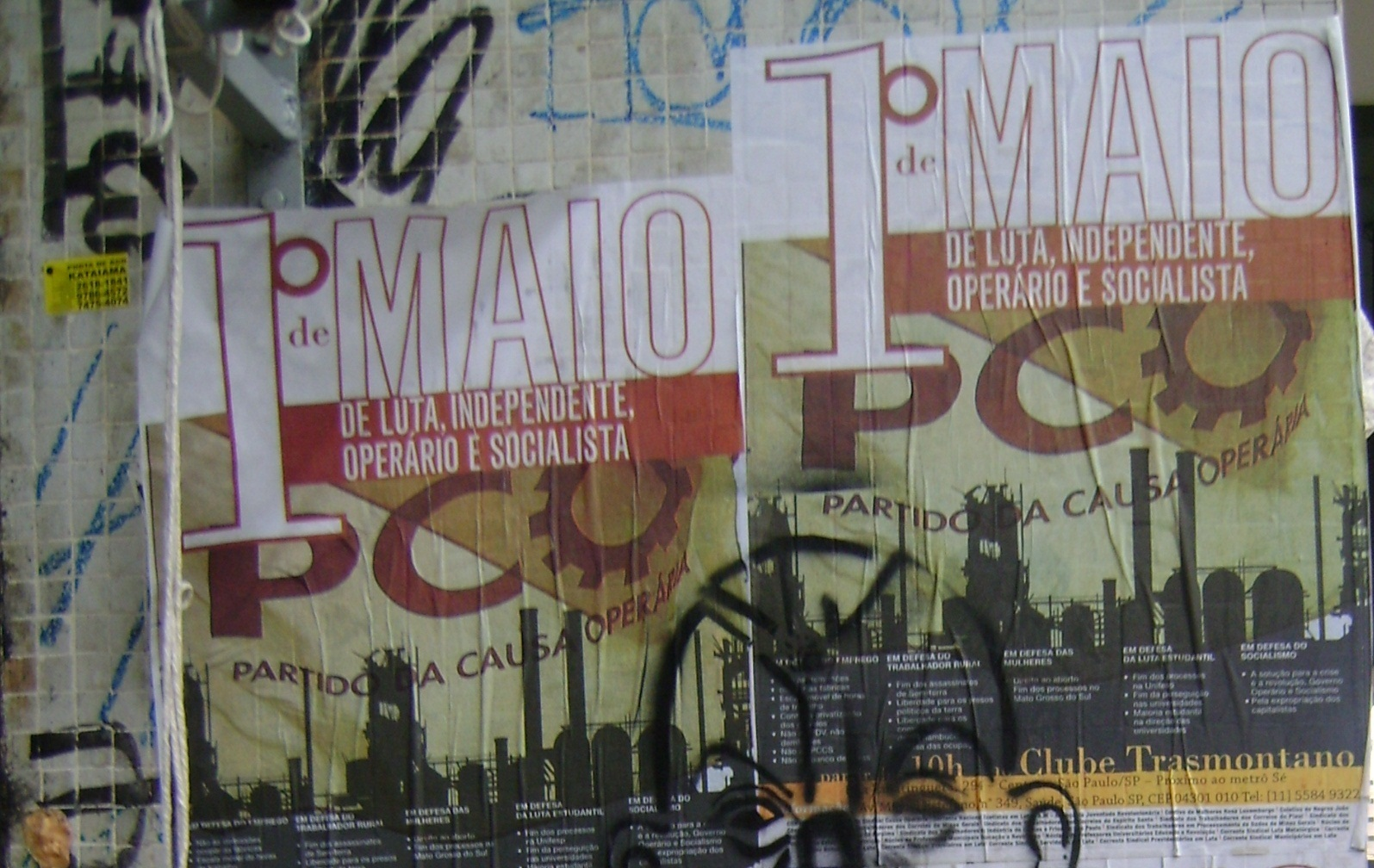
Carteles electorales.

## Expulsiones del PT
Los fundadores del PCO no fueron los únicos expulsados en la historia del PT por divergencias ideológicas. En 1994 nuevas divergencias generan el PSTU. En diciembre de 2004 cuatro congresistas son expulsados, generando posteriormente el PSOL.